# 黄叉曲霉
黄叉曲霉（学名：Aspergillus flavofurcatis）是属于散囊菌目发菌科曲霉属的一种真菌，可生长在贮存稻米、土壤等基物上。该种分布于台湾等地。